# Родниковский район (Казахская ССР)
Родниковский район — единица административного деления Актюбинской области Казахской ССР, существовавшая в 1938—1957 годах. Центр — посёлок Родниковский.

## История
Родниковский район был образован в 1938 году.
По данным 1951 года район включал 7 сельсоветов: Акшатский, Георгиевский, Караунгурский, Кзыл-Туский, Петропавловский, Родниковский и Терисбутакский.
26 сентября 1957 года Родниковский район был упразднён, а его территория разделена между Степным, Мартукским и Новороссийским районами.

## Население
По данным переписи 1939 года в Родниковском районе проживало 8615 человек, в том числе казахи — 38,2 %, украинцы — 36,4 %, русские — 20,5 %.